# Mateo Alemán
Mateo Alemán y del Nero (Sevilha, 28 de setembro de 1547 — Cidade do México, meados de 1614) foi um romancista e escritor espanhol.

## Biografia

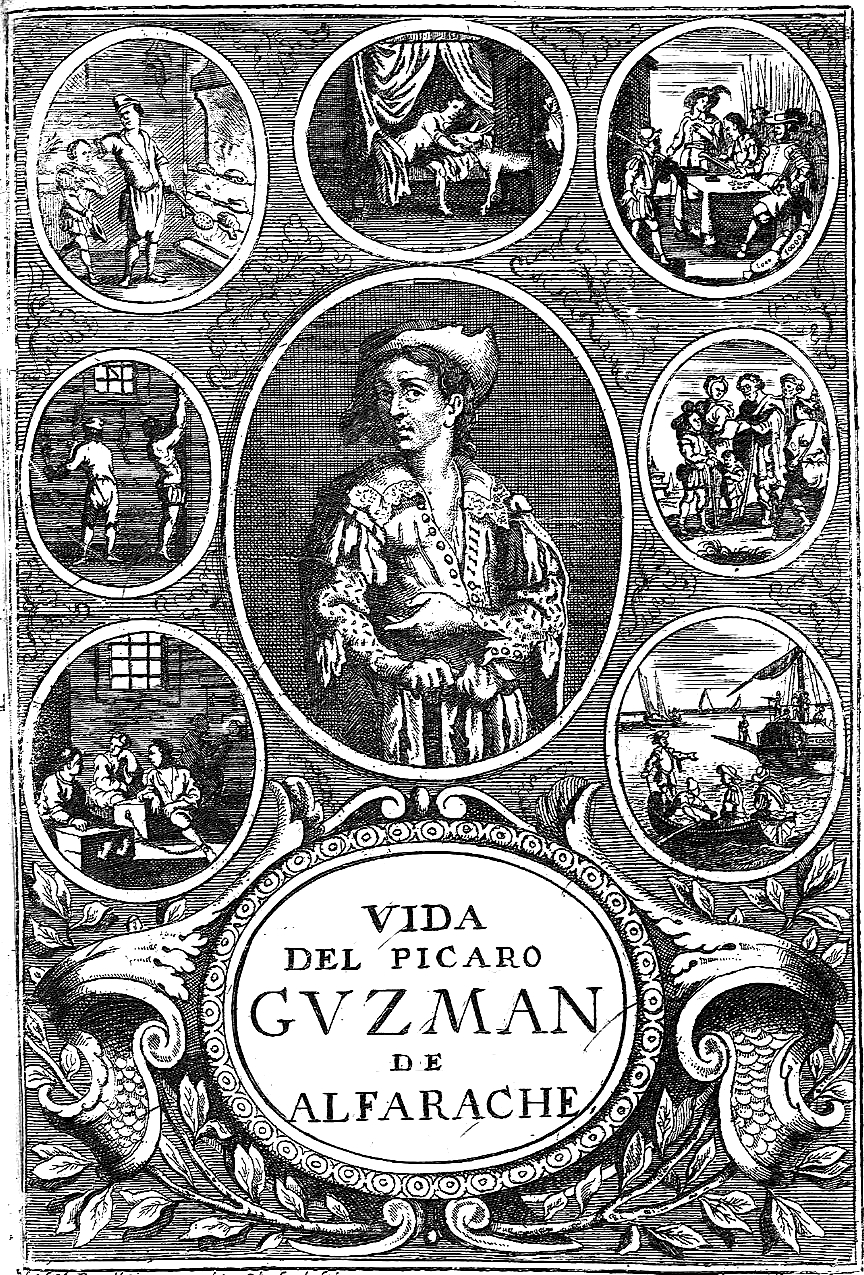
Frontispício de uma edição do século 17 de Guzmán de Alfarache, Antuérpia, 1681

Alemán nasceu em Sevilha, Andaluzia, onde se formou na Universidade em 1564. Posteriormente, estudou em Salamanca e Alcalá, e de 1571 a 1588 ocupou um cargo na tesouraria; em 1594 ele foi preso sob suspeita de malversação, mas foi rapidamente libertado. De acordo com alguns autores, ele era descendente de judeus convertidos à força ao catolicismo depois de 1492, e um de seus antepassados foi queimado pela Inquisição por continuar secretamente a praticar o judaísmo. Em 1599, publicou a primeira parte de Guzmán de Alfarache, célebre romance picaresco passou por nada menos que dezesseis edições em cinco anos; uma sequência espúria foi publicada em 1602, mas a continuação autêntica não apareceu até 1604.
Em 1571, Alemán casou-se, infelizmente, com Catalina de Espinosa, e vivia constantemente em dificuldades financeiras, sendo encarcerado por dívida em Sevilha no final de 1602.
Em 1608, Alemán emigrou para a América e, segundo consta, trabalhou como impressor no México, onde teria permanecido pelo resto da vida. Sua Ortografía castellana (1609), publicada no México, contém propostas engenhosas e práticas para a reforma da grafia espanhola. Nada é registrado sobre Alemán depois de 1609, mas às vezes afirma-se que ele ainda vivia em 1617.

## Trabalhos
Além das obras já mencionadas, Alemán é o autor de uma vida (1604) de Santo Antônio de Pádua, e versões de duas odes de Horácio testemunham seu gosto e realização métrica. Sua obra mais famosa, no entanto, é Guzmán de Alfarache, que foi traduzido para o francês em 1600, para o italiano em 1606, para o alemão em 1615, para o inglês em 1622 por James Mabbe e para o latim em 1623.